# بلدة نوتاوا (مقاطعة سانت جوزيف)
نوتاوا، مقاطعة سانت جوزيف (بالإنجليزية: Nottawa Township, St. Joseph County, Michigan)‏ هي بلدة تقع بولاية ميشيغان في الولايات المتحدة. تبلغ مساحتها 97.4 (كم²)، وترتفع عن سطح البحر 254 م، بلغ عدد سكانها 3999 نسمة في عام تعداد الولايات المتحدة 2000 حسب إحصاء مكتب تعداد الولايات المتحدة وتصل الكثافة السكانية فيها 43.1 نسمة/كم2.

## وصلات خارجية
- The US50 - Cities and Towns in Michigan State
- Michigan Cities and Towns, Facts, Map, Flag, Colleges, Government, and More